# Cúp bóng đá châu Phi 2000
Cúp bóng đá châu Phi 2000 là Cúp bóng đá châu Phi lần thứ 22, được đồng tổ chức tại Ghana và Nigeria, thay vì chủ nhà dự kiến ban đầu là Zimbabwe. Vòng chung kết năm 2000 có 16 đội, chia mỗi bảng 4 đội. Cameroon lần thứ ba giành chức vô địch khi thắng chủ nhà Nigeria 4–3 bằng sút luân lưu trong trận chung kết sau 120 phút hoà 2–2.

## Vòng loại
Vòng loại của giải gồm 45 đội tham gia. Đương kim vô địch Ai Cập và chủ nhà Zimbabwe vào thẳng vòng chung kết. Sau vòng sơ loại còn 28 đội chia làm 7 bảng 4 đội, chọn mỗi bảng 2 đội đầu bảng vào vòng chung kết. Tuy nhiên sau đó Zimbabwe không đủ điều kiện đăng cai giải đấu. Ghana và Nigeria được chọn làm đồng chủ nhà khi đang thi đấu vòng loại. Ở bảng đấu có Ghana (bảng 1) và Nigeria (bảng 5) chỉ còn 3 đội nên đội đầu bảng vào thẳng vòng chung kết, 2 đội nhì bảng cùng Zimbabwe thi đấu vòng play-off chọn 1 đội vào vòng chung kết.

## Địa điểm
| Accra, Ghana                          | Kumasi Accra Lagos Kano | Lagos, Nigeria           |
| ------------------------------------- | ----------------------- | ------------------------ |
| Sân vận động Thể thao Accra           | Kumasi Accra Lagos Kano | Sân vận động Quốc gia    |
| Sức chứa: 40.000                      | Kumasi Accra Lagos Kano | Sức chứa: 55.000         |
| Tập tin:Ohene Djan stadium, Accra.jpg | Kumasi Accra Lagos Kano |                          |
| Kumasi, Ghana                         | Kumasi Accra Lagos Kano | Kano, Nigeria            |
| Sân vận động Thể thao Kumasi          | Kumasi Accra Lagos Kano | Sân vận động Sani Abacha |
| Sức chứa: 51.500                      | Kumasi Accra Lagos Kano | Sức chứa: 25.000         |
|                                       | Kumasi Accra Lagos Kano |                          |

## Vòng chung kết
Vòng chung kết của giải diễn ra trong 3 tuần từ 22 tháng 1 đến 13 tháng 2 năm 2000, tại 4 sân vận động của 4 thành phố Lagos, Kano của Nigeria và Accra, Kumasi của Ghana.

### Các đội tham dự

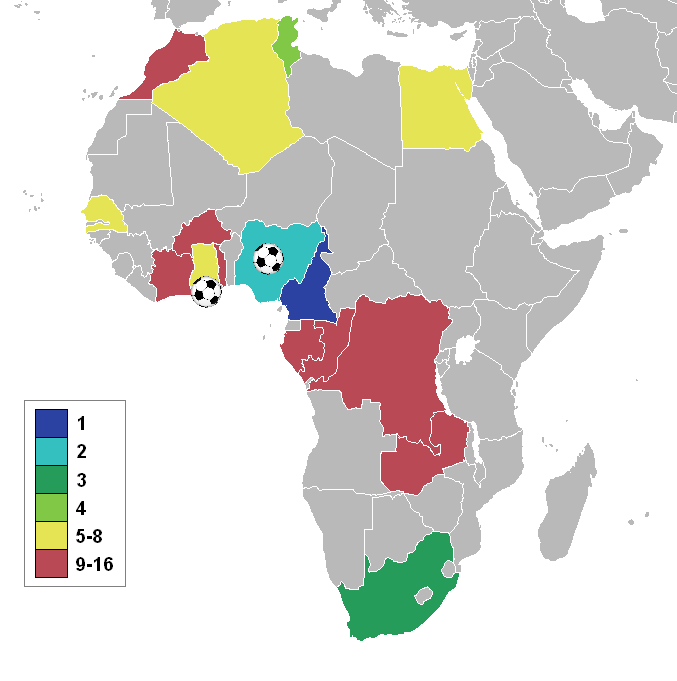
Các quốc gia tham dự vòng chung kết

| - Ai Cập (đương kim vô địch, lần thứ 17) - Ghana (đồng chủ nhà, lần thứ 13) - Nigeria (đồng chủ nhà, lần thứ 12) - Algérie (lần thứ 11) - Burkina Faso (lần thứ 4) - Cameroon (lần thứ 11) - Cộng hòa Congo (lần thứ 6) - CHDC Congo (lần thứ 12) |  | - Gabon (lần thứ 3) - Bờ Biển Ngà (lần thứ 14) - Maroc (lần thứ 9) - Sénégal (lần thứ 7) - Nam Phi (lần thứ 3) - Togo (lần thứ 4) - Tunisia (lần thứ 9) - Zambia (lần thứ 10) |  |  |

### Bảng A
| Đội         | Pld | W | D | L | GF | GA | GD | Pts |
| ----------- | --- | - | - | - | -- | -- | -- | --- |
| Cameroon    | 3   | 1 | 1 | 1 | 4  | 2  | +2 | 4   |
| Ghana       | 3   | 1 | 1 | 1 | 3  | 3  | 0  | 4   |
| Bờ Biển Ngà | 3   | 1 | 1 | 1 | 3  | 4  | −1 | 4   |
| Togo        | 3   | 1 | 1 | 1 | 2  | 3  | −1 | 4   |

| Ghana    | 1–1 | Cameroon |
| -------- | --- | -------- |
| Ayew 57' |     | Foé 19'  |

| Bờ Biển Ngà      | 1–1 | Togo       |
| ---------------- | --- | ---------- |
| Guel 38' (ph.đ.) |     | Ouadja 19' |

| Ghana               | 2–0 | Togo |
| ------------------- | --- | ---- |
| Ayew 28' · Addo 37' |     |      |

| Cameroon                           | 3–0 | Bờ Biển Ngà |
| ---------------------------------- | --- | ----------- |
| Kalla 29' · Eto'o 45' · M'Boma 90' |     |             |

| Ghana | 0–2 | Bờ Biển Ngà         |
| ----- | --- | ------------------- |
|       |     | Kalou 45' · Sie 84' |

| Cameroon | 0–1 | Togo         |
| -------- | --- | ------------ |
|          |     | Tchangai 18' |

### Bảng B
| Đội        | Pld | W | D | L | GF | GA | GD | Pts |
| ---------- | --- | - | - | - | -- | -- | -- | --- |
| Nam Phi    | 3   | 2 | 1 | 0 | 5  | 2  | +3 | 7   |
| Algérie    | 3   | 1 | 2 | 0 | 4  | 2  | +2 | 5   |
| CHDC Congo | 3   | 0 | 2 | 1 | 0  | 1  | −1 | 2   |
| Gabon      | 3   | 0 | 1 | 2 | 2  | 6  | −4 | 1   |

| Nam Phi                       | 3–1 | Gabon      |
| ----------------------------- | --- | ---------- |
| Ngobe 43' · Bartlett 55', 78' |     | Nzigou 21' |

| CHDC Congo | 0–0 | Algérie |
| ---------- | --- | ------- |
|            |     |         |

| Nam Phi      | 1–0 | CHDC Congo |
| ------------ | --- | ---------- |
| Bartlett 44' |     |            |

| Algérie                              | 3–1 | Gabon          |
| ------------------------------------ | --- | -------------- |
| Ghazi 12' · Tasfaout 41' · Dziri 89' |     | Mbanangoyé 89' |

| Nam Phi     | 1–1 | Algérie       |
| ----------- | --- | ------------- |
| Bartlett 2' |     | Moussouni 53' |

| CHDC Congo | 0–0 | Gabon |
| ---------- | --- | ----- |
|            |     |       |

### Bảng C
| Đội          | Pld | W | D | L | GF | GA | GD | Pts |
| ------------ | --- | - | - | - | -- | -- | -- | --- |
| Ai Cập       | 3   | 3 | 0 | 0 | 7  | 2  | +5 | 9   |
| Sénégal      | 3   | 1 | 1 | 1 | 5  | 4  | +1 | 4   |
| Zambia       | 3   | 0 | 2 | 1 | 3  | 5  | −2 | 2   |
| Burkina Faso | 3   | 0 | 1 | 2 | 4  | 8  | −4 | 1   |

| Ai Cập                     | 2–0 | Zambia |
| -------------------------- | --- | ------ |
| Radwan 37' · H. Hassan 50' |     |        |

| Burkina Faso | 1–3 | Sénégal                          |
| ------------ | --- | -------------------------------- |
| Sanou 65'    |     | Camara 4' · Sarr 45' · Keita 86' |

| Ai Cập        | 1–0 | Sénégal |
| ------------- | --- | ------- |
| H. Hassan 39' |     |         |

| Zambia   | 1–1 | Burkina Faso  |
| -------- | --- | ------------- |
| Lota 16' |     | Ouédraogo 90' |

| Ai Cập                                                        | 4–2 | Burkina Faso           |
| ------------------------------------------------------------- | --- | ---------------------- |
| Salah Hosny 30' · H. Hassan 75' (ph.đ.) · Ramzy 85' · Ali 90' |     | Koudou 10' · Sanou 24' |

| Zambia                            | 2–2 | Sénégal                |
| --------------------------------- | --- | ---------------------- |
| Chilembi 52' · Bwalya 87' (ph.đ.) |     | Camara 47' · Mbaye 80' |

### Bảng D
| Đội            | Pld | W | D | L | GF | GA | GD | Pts |
| -------------- | --- | - | - | - | -- | -- | -- | --- |
| Nigeria        | 3   | 2 | 1 | 0 | 6  | 2  | +4 | 7   |
| Tunisia        | 3   | 1 | 1 | 1 | 3  | 4  | −1 | 4   |
| Maroc          | 3   | 1 | 1 | 1 | 1  | 2  | −1 | 4   |
| Cộng hòa Congo | 3   | 0 | 1 | 2 | 0  | 2  | −2 | 1   |

| Nigeria                           | 4–2 | Tunisia                  |
| --------------------------------- | --- | ------------------------ |
| Okocha 28', 58' · Ikpeba 71', 77' |     | Azaiez 49' · Sellimi 90' |

| Maroc      | 1–0 | Cộng hòa Congo |
| ---------- | --- | -------------- |
| Bassir 85' |     |                |

| Nigeria | 0–0 | Cộng hòa Congo |
| ------- | --- | -------------- |
|         |     |                |

| Tunisia | 0–0 | Maroc |
| ------- | --- | ----- |
|         |     |       |

| Nigeria                   | 2–0 | Maroc |
| ------------------------- | --- | ----- |
| George 28' · Aghahowa 81' |     |       |

| Tunisia   | 1–0 | Cộng hòa Congo |
| --------- | --- | -------------- |
| Jaïdi 18' |     |                |

### Vòng đấu loại trực tiếp
|  | Tứ kết             | Tứ kết             |                    |       | Bán kết       | Bán kết       |  |  | Chung kết | Chung kết |
|  |                    |                    |                    |       |               |               |  |  |           |           |
|  | 6 tháng 2 - Accra  |                    |                    |       |               |               |  |  |           |           |
|  |                    |                    |                    |       |               |               |  |  |           |           |
|  | Cameroon           | 2                  |                    |       |               |               |  |  |           |           |
|  | Cameroon           | 2                  | 10 tháng 2 - Accra |       |               |               |  |  |           |           |
|  | Algérie            | 1                  |                    |       |               |               |  |  |           |           |
|  | Algérie            | 1                  | Cameroon           | 3     |               |               |  |  |           |           |
|  | 7 tháng 2 - Kano   |                    | Cameroon           | 3     |               |               |  |  |           |           |
|  |                    | Tunisia            | 0                  |       |               |               |  |  |           |           |
|  | Ai Cập             | Tunisia            | 0                  | 0     |               |               |  |  |           |           |
|  | Ai Cập             |                    | 13 tháng 2 - Lagos | 0     |               |               |  |  |           |           |
|  | Tunisia            | 1                  |                    |       |               |               |  |  |           |           |
|  | Tunisia            | 1                  | Cameroon (pen.)    | 2 (4) |               |               |  |  |           |           |
|  | 6 tháng 2 - Kumasi |                    | Cameroon (pen.)    | 2 (4) |               |               |  |  |           |           |
|  |                    | Nigeria            | 2 (3)              |       |               |               |  |  |           |           |
|  | Nam Phi            | Nigeria            | 2 (3)              | 1     |               |               |  |  |           |           |
|  | Nam Phi            | 10 tháng 2 - Lagos |                    | 1     |               |               |  |  |           |           |
|  | Ghana              | 0                  |                    |       |               |               |  |  |           |           |
|  | Ghana              | 0                  | Nam Phi            | 0     |               |               |  |  |           |           |
|  | 7 tháng 2 - Lagos  |                    | Nam Phi            | 0     |               |               |  |  |           |           |
|  |                    | Nigeria            | 2                  |       | Tranh hạng ba | Tranh hạng ba |  |  |           |           |
|  | Nigeria (h.p.)     | Nigeria            | 2                  | 2     | Tranh hạng ba | Tranh hạng ba |  |  |           |           |
|  | Nigeria (h.p.)     |                    | 12 tháng 2 - Accra | 2     |               |               |  |  |           |           |
|  | Sénégal            | 1                  |                    |       |               |               |  |  |           |           |
|  | Sénégal            | 1                  | Tunisia            | 2 (3) |               |               |  |  |           |           |
|  |                    |                    |                    |       |               |               |  |  |           |           |
|  | Nam Phi (pen.)     | 2 (4)              |                    |       |               |               |  |  |           |           |
|  | Nam Phi (pen.)     | 2 (4)              |                    |       |               |               |  |  |           |           |

### Tứ kết
| Cameroon           | 2-1 | Algérie      |
| ------------------ | --- | ------------ |
| Eto'o 7' · Foé 24' |     | Tasfaout 79' |

| Nam Phi     | 1–0 | Ghana |
| ----------- | --- | ----- |
| Nomvete 42' |     |       |

| Ai Cập | 0–1 | Tunisia           |
| ------ | --- | ----------------- |
|        |     | Badra 22' (ph.đ.) |

| Nigeria           | 2–1 (h.p.) | Sénégal   |
| ----------------- | ---------- | --------- |
| Aghahowa 85', 92' |            | Fadiga 7' |

### Bán kết
| Nigeria           | 2–0 | Nam Phi |
| ----------------- | --- | ------- |
| Babangida 1', 34' |     |         |

| Cameroon                    | 3–0 | Tunisia |
| --------------------------- | --- | ------- |
| M'Boma 49', 85' · Eto'o 81' |     |         |

### Tranh hạng ba
| Nam Phi                                                    | 2–2 (h.p.) | Tunisia                                              |
| ---------------------------------------------------------- | ---------- | ---------------------------------------------------- |
| Bartlett 11' · Nomvete 62'                                 |            | Zitouni 27', 89'                                     |
| Loạt sút luân lưu                                          |            |                                                      |
| Nomvete · Mkhalele · Tinkler · Bartlett · Moshoeu · Bapela | 4–3        | Chihi · Jaziri · Gabsi · Boukadida · Badra · Zitouni |

### Chung kết
| Nigeria                                  | 2–2 (h.p.) | Cameroon                            |
| ---------------------------------------- | ---------- | ----------------------------------- |
| Chukwu 45' · Okocha 47'                  |            | Eto'o 26' · M'Boma 31'              |
| Loạt sút luân lưu                        |            |                                     |
| Okocha · Okpara · Kanu · Ikpeba · Oliseh | 3–4        | M'Boma · Wome · Geremi · Foé · Song |

| Vô địch Cúp bóng đá châu Phi 2000 Cameroon Lần thứ ba |

## Danh sách cầu thủ ghi bàn
5 bàn
- Shaun Bartlett

4 bàn
| - Samuel Eto'o | - Patrick M'Boma |  |

3 bàn
| - Hossam Hassan | - Julius Aghahowa | - Jay-Jay Okocha |

2 bàn
| - Abdelhafid Tasfaout - Ousmane Sanou - Marc-Vivien Foé | - Kwame Ayew - Tijjani Babangida - Victor Ikpeba | - Henri Camara - Siyabonga Nomvete - Ali Zitouni |

1 bàn
| - Billel Dziri - Farid Ghazi - Fawzi Moussouni - Ismael Koudou - Alassane Ouédraogo - Raymond Kalla - Tchiressoua Guel - Bonaventure Kalou - Donald-Olivier Sie - Abdel Haleem Ali - Yasser Radwan | - Hany Ramzy - Ahmed Salah - Bruno Mbanangoyé - Chiva Nzigou - Otto Addo - Salaheddine Bassir - Raphael Chukwu - Finidi George - Khalilou Fadiga - Salif Keita - Abdoulaye Mbaye | - Pape Sarr - Dumisa Ngobe - Lantame Ouadja - Massamasso Tchangai - Walid Azaiez - Khaled Badra - Radhi Jaïdi - Adel Sellimi - Kalusha Bwalya - Laughter Chilembi - Dennis Lota |

## Đội hình tiêu biểu
Thủ môn
- Nader El-Sayed

Hậu vệ
- Papa Malick Diop
- Khaled Badra
- Rigobert Song
- Mohamed Emara

Tiền vệ
- Billel Dziri
- Lauren
- Jay-Jay Okocha
- Patrick Mboma

Tiền đạo
- Khalilou Fadiga
- Shaun Bartlett